# Alma negra
Alma negra es una serie televisiva chilena de los géneros thriller psicológico y true crime estrenada por Televisión Nacional de Chile (TVN) desde el 9 de marzo de 2023. La narración está a cargo de Carlos Pinto, quien notablemente también narró la serie de crimen chileno Mea culpa.
La primera historia está basada indirectamente en el caso verdadero de María del Pilar Pérez en su primera historia, arquitecta chilena quien contrató a un sicario para asesinar a 3 miembros de su familia. La segunda historia se basa en el caso de la muerte del profesor Nibaldo Mauricio Villegas.

## Argumento

### Una bestia en la familia
La ficción, inspirada en hechos reales, relata la historia de una mujer cuya sed de venganza y ambición oscurecieron su alma a tal punto de planificar los más horrendos crímenes.

### El crimen del profesor
Néstor, un hombre de familia muy querido en la comunidad escolar donde trabaja como profesor, se enfrenta a la maldad personificada, tras conocer a quien se convertiría en su esposa, Julieta, quien tras unos años de idílico amor comienza a transformar su vida en un infierno, pero nada se compara a cuando aparezca en escena Rodolfo. Néstor desconoce que la llegada de este hombre a su vida y a la de su esposa iniciará una vorágine de violencia que solo podría terminar de la peor forma.

## Producción
La serie fue creada por Carlos Pinto, quien se inspiró en los casos reales que había investigado para sus programas anteriores, como Mea culpa, El día menos pensado y Noche cero. Según Pinto, su objetivo era mostrar “el escenario de las grandes historias policiales y criminales de nuestro país” y “la maldad personificada” que se esconde detrás de algunos seres humanos.
La serie se grabó entre noviembre de 2022 y febrero de 2023, con un equipo técnico y artístico conformado por más de 100 personas. Cada caso se rodó en locaciones reales que recreaban los escenarios donde ocurrieron los hechos. Además, se utilizaron efectos especiales, maquillaje, vestuario y edición para lograr un mayor realismo y suspenso

## Lista de episodios
| Temporada | Temporada | Historia                   | Episodios | Episodios | Emisión original    | Emisión original    |
| Temporada | Temporada | Historia                   | Episodios | Episodios | Primera emisión     | Última emisión      |
| --------- | --------- | -------------------------- | --------- | --------- | ------------------- | ------------------- |
|           | 1         | "Una bestia en la familia" | 9         | 7         | 9 de marzo de 2023  | 20 de abril de 2023 |
|           | 1         | "El crimen del profesor"   | 9         | 2         | 27 de abril de 2023 | 4 de mayo de 2023   |

| "Una bestia en la familia" |                                |                     |
| 1                          | «El origen del mal»            | 9 de marzo de 2023  |
| 2                          | «Tiempo para morir»            | 16 de marzo de 2023 |
| 3                          | «El desamor de una madre»      | 23 de marzo de 2023 |
| 4                          | «El niño de sus ojos»          | 30 de marzo de 2023 |
| 5                          | «Venganza postergada»          | 6 de abril de 2023  |
| 6                          | «El ataque final de la bestia» | 13 de abril de 2023 |
| 7                          | «Detrás de cámaras»            | 20 de abril de 2023 |
| "El crimen del profesor"   |                                |                     |
| 8                          | «Cuando el amor no vale»       | 27 de abril de 2023 |
| 9                          | «El cumpleaños infeliz»        | 4 de mayo de 2023   |

## Elenco
| "Una bestia en la familia" - Ana Luz Figueroa como Estefanía Solano García (María del Pilar Pérez) - Nelson Brodt como Mariano Solano Aguirre - Bárbara Mundt como Laura García - Paulina Eguiluz cómo Lucia Solano García - Pierre Sauré Costa- cómo Daniel Rivera (esposo de Lucia) - Nicolás Allendes como Alejandro Hernández - Francisco Reyes Cristi como Pablo Hernández Solano - Justinne Córdova como Antonia Hernández Solano - Sebastián Dahm como Julián Dubois - Nelson Polanco como Jorge - Miguel Ángel Pérez como René Duarte - Ignacia Uribe como Macarena - Javier Araya como Javier | "El crimen del profesor" - Rocío Toscano como Julieta Salas - Víctor Montero como Rodolfo Mena - Benjamín Hidalgo como Néstor Callejas - Luis Moreno como César Callejas - Bárbara Santander como Pilar - Patricia Larraguibel como Virginia - Lizet Alvarado como Jessica |

## Recepción
Tras el lanzamiento de su primer episodio, la misma Pérez lanzó un recurso de protección contra TVN desde la cárcel de San Joaquín, alegando que la producción es una "acto ilegal y arbitrario", cometido "con el sólo ánimo de ser menoscabo en mi vida privada", citando como prueba el hecho de que el guionista y narrador Carlos Pinto nunca se contactó con a ella o su defensa antes de la producción, asegurando que la creación de dicha serie fue hecha con intereses puramente económicos. A pesar de esto, la Primera Sala de la Corte de Apelaciones de Santiago declaró la presentación "inadmisible", citando que “la acción impetrada no reúne los requisitos que permitan declarar su admisibilidad”.